# Universo Marvel

Cosplay de Spider-Man y Capitán America.

El universo Marvel es el universo de ficción compartido en el que ocurren la mayoría de las historias de los cómics publicados por Marvel Comics. El término suele utilizarse para referirse a la continuidad principal de Marvel; pero a veces se usa también para hablar del Multiverso Marvel, compuesto por todas las distintas continuidades que aparecen dentro de las publicaciones de Marvel Comics.

## Historia
A pesar de que ya décadas antes, cuando Marvel aún se llamaba Timely, ya hubo historias que mezclaban series distintas (concretamente, las que enfrentaron a Namor y la Antorcha Humana original), no fue hasta principios de los 60 cuando se llegó a una verdadera continuidad común, coincidiendo con el cambio de nombre de la editorial.
En 1961, el guionista y editor Stan Lee, junto con un elenco de dibujantes como Jack Kirby y Steve Ditko, creó una serie de títulos en los que los acontecimientos ocurridos en uno de ellos acababan repercutiendo en otros, de tal forma que el conjunto de las historias mostraba cómo los personajes se desarrollaban. Los protagonistas de un título podían también hacer "cameos" (apariciones mínimas) o aparecer como invitados en otras series. Con el tiempo, muchos de los principales superhéroes se agruparon para formar los Vengadores.
Un aspecto notable del universo Marvel es el hecho de situar sus principales títulos en la ciudad de Nueva York (ciudad donde vivían la mayoría de los autores); la mayoría de las historias de otras editoriales se situaban en ciudades imaginarias. Se procuraba retratar la ciudad y el mundo en general de forma tan realista como fuera posible, salvo por la presencia de seres superhumanos y el efecto que provocaban en el resto de la gente.
Con el tiempo, algunos guionistas presionaron a los editores de Marvel para incorporar la idea de multiverso, mecanismo que permitía tener una multitud de universos de ficción distintos que habitualmente no interactuaban. Así, lo que ocurre en la Tierra 616 (la que protagoniza el universo Marvel principal) habitualmente no afecta a otros universos de Marvel. A pesar de ello, los habitantes de uno de esos universos pueden visitar en ocasiones los otros universos (que para ellos son universos alternativos).
En 1982 se publicó la miniserie Contest of Champions, donde los principales superhéroes de la editorial fueron reunidos para enfrentarse a una única amenaza, en lo que fue la primera miniserie de Marvel. Cada número contenía biografías de muchos personajes, siendo un precedente del Official Handbook of the Marvel Universe (una especie de enciclopedia sobre el universo Marvel), que fue publicada poco después.
En 1986, en honor del 25 aniversario de Marvel Comics, el entonces editor jefe Jim Shooter anunció la línea editorial del Nuevo Universo. Los títulos de esta línea ocurrían en un universo de superhéroes autocontenido, cuya principal característica era un mayor realismo; pero debido a la falta de apoyo editorial (según el propio Shooter, el presupuesto final fue muy inferior al prometido) y la falta de interés por parte de los lectores, la línea fue cancelada tras 3 años.
A lo largo de los años, a medida que el número de títulos publicados se incrementaba y aumentaba el número de historias pasadas, se fue haciendo más y más difícil mantener la coherencia interna y la continuidad. A diferencia de DC Comics (su principal competidor), Marvel nunca ha hecho ningún recomienzo de su continuidad. En los últimos años, se han hecho intentos menores de hacer historias más accesibles para nuevos lectores, como la línea Heroes Reborn, que narraban las aventuras de algunos de los principales héroes de la editorial, cuando fueron temporalmente exiliados en un universo de bolsillo, olvidando durante ese tiempo su pasado y empezando desde cero.
En este sentido, un intento más ambicioso es la línea Ultimate, que ocurre en un universo al margen de la continuidad principal, y que en esencia vuelve a empezar todo el universo Marvel desde el principio, con personajes muy similares con los mismos nombres. Así, la línea incluye títulos propios para los Vengadores (cambiando su nombre por Ultimates), X-Men, Spider-Man, y los 4 Fantásticos; así como de otros personajes. Sin embargo, a diferencia del proyecto Heroes Reborn mencionado anteriormente, la publicación de los títulos Ultimate no implicó la cancelación de sus contrapartidas situadas en el universo Marvel habitual.
En 2002 se citó en la sección de noticias de Nature un estudio sobre las interacciones entre personajes del universo Marvel, según el cual este universo de ficción comparte algunas características no aleatorias con las redes sociales de colaboración entre científicos o actores que aparecen en una misma película. Este patrón de comportamiento se desarrolla sin coordinación deliberada entre muchos guionistas a lo largo de años. El personaje con más conexiones con otros en el Universo Marvel es el Capitán América.

## Conceptos
El Universo Marvel está fuertemente basado en el mundo real. La Tierra en el Universo Marvel tiene todas las características de la real: mismos países, mismas personalidades (políticos, estrellas de cine, etc.), mismos acontecimientos históricos (como la Segunda Guerra Mundial), y así sucesivamente. Sin embargo, también contiene muchos elementos de ficción: países como Wakanda y Latveria (naciones muy pequeñas), y organizaciones como la agencia de espionaje S.H.I.E.L.D. y su enemigo, HYDRA, y A.I.M. En 2009, Marvel oficialmente describió la geografía del mundo en una miniserie de dos partes, el Atlas de Marvel.
Lo más importante, el Universo Marvel también incorpora ejemplos de casi todos los principales conceptos de ciencia ficción y fantasía, con los escritores añadiendo más continuamente. Extraterrestres, dioses, magia, poderes cósmicos y tecnología extremadamente avanzada desarrollada por humanos, todos existiendo en el Universo Marvel. (Un universo que incorpora todos estos tipos de elementos fantásticos es bastante raro; otro ejemplo es el Universo DC.) Los monstruos también juegan un papel más prominente con orígenes asiáticos orientales de encantamiento mágico, brujería extravagante y el principio de manifestación en el Universo Marvel. Uno de estos casos es Fin Fang Foom surgiendo de las cenizas de la magia tántrica. Gracias a estos elementos adicionales, la Tierra en el Universo Marvel es el hogar de un gran número de superhéroes y supervillanos, quienes han obtenido sus poderes por cualquiera de estos medios.
Comparativamente poco tiempo pasa en el Universo Marvel en comparación con el mundo real, debido a la naturaleza serial de la narración, con las historias de ciertas ediciones empezando unos pocos segundos después de la conclusión de la anterior, mientras que en tiempo real ha pasado un mes. Los héroes principales de Marvel fueron creados en la década de 1960, pero la cantidad de tiempo que ha pasado entre entonces y ahora dentro del universo mismo (después de un período prolongado de ser identificado como de unos diez años en la década de 1990) ha sido más recientemente identificada como de trece años. En consecuencia, el escenario de algunos acontecimientos que eran contemporáneos cuando fueron escritos tienen que actualizarse cada pocos años con el fin de "tener sentido" en esta línea de tiempo flotante. Por lo tanto, se considera que los acontecimientos de historias anteriores han ocurrido dentro de un cierto número de años antes de la fecha de publicación de la edición actual. Por ejemplo, la graduación de preparatoria de Spider-Man fue publicada en Amazing Spider-Man #28 (septiembre de 1965), su graduación de la universidad en Amazing Spider-Man #185 (octubre de 1978), y su reunión de preparatoria en Marvel Knights: Spider-Man #7 (diciembre de 2004). Debido a la línea de tiempo flotante, donde las historias hacen referencia a acontecimientos históricos de la vida real, estas referencias son más tarde ignoradas o reescritas para adaptarse a las sensibilidades actuales. Por ejemplo, el origen de Iron Man fue cambiado en una historia de 2004 para hacer referencia al conflicto armado en Afganistán, mientras que las historias originales de Iron Man habían hecho referencia a la Guerra de Vietnam.
La propia compañía de Marvel Comics existe dentro del Universo Marvel, y versiones de personas como Stan Lee y Jack Kirby han aparecido en algunas de las historias, mientras que personajes como Steve Rogers (alter ego del Capitán América), han trabajado para Marvel. La compañía Marvel Comics de esta realidad publica cómics que adaptan las aventuras reales de los superhéroes (con la excepción de detalles no conocidos por el público, como sus identidades secretas); muchos de estos son licenciados con el permiso de los propios héroes, quienes habitualmente donan su parte de las ganancias a la caridad. Adicionalmente, se dice que el Universo de DC Comics existe en el Universo Marvel como uno de los muchos universos alternativos. Lo inverso también puede decirse con respecto al Universo DC. Este es un método de explicar las diversas historias crossover co-publicadas por ambas compañías.
Personajes de la cultura pop como Drácula y Frankenstein existen realmente en el Universo Marvel. Conan el Bárbaro, Red Sonja, Kull de Atlantis y Solomon Kane, de Robert E. Howard, también tienen existencias de la vida real en el Universo Marvel. La Era Hiboria de Conan y Kull es considerada como parte de la historia pregrabada de la Tierra-616. Sin embargo, rara vez se encuentran con personajes superhéroes de Marvel modernos. Esto es más probable debido a la situación jurídica incierta de las obras de Howard antes de 2006 cuando se convirtieron en dominio público. Otras obras con licencia que han sido incorporadas en el Universo Marvel incluyen a Godzilla, 2001: A Space Odyssey (en el personaje de Machine Man), ROM: Spaceknight, los Micronautas, y los Guerreros Shogun. En la mayoría de los casos, este tipo de material puede ser restringido del uso después de que licencia expira, o los personajes son rediseñados o cambiados de nombre para evitar infracción.

### Superhéroes y supervillanos disfrazados
Dentro de la historia ficticia del Universo Marvel, la tradición de usar identidades secretas disfrazadas para luchar contra el mal o cometerlo había existido por mucho tiempo, pero llegó a la prominencia durante el Viejo Oeste estadounidense con héroes como el Jinete Fantasma. Durante el siglo XX, la tradición fue revitalizada por el Capitán América y sus compañeros Invasores en la década de 1940, quienes lucharon para los Aliados de la Segunda Guerra Mundial.
Los héroes principales de Marvel son aquellos creados entre 1961 y 1963, durante la Edad de Plata de Marvel: Spider-Man, Iron Man, Doctor Strange, Daredevil, Thor, Hulk, Ant-Man y la Avispa, los X-Men, los Cuatro Fantásticos, y el director de S.H.I.E.L.D., Nick Fury. A diferencia del Universo DC, pocos de los personajes de Marvel de los 40s se han convertido en personajes principales en publicaciones modernas; el Capitán América es una excepción, y en menor medida su contemporáneo, el Sub-Marinero, debido principalmente a que ambos personajes fueron reintroducidos a los lectores y al Universo Marvel durante la década de 1960.
Grupos prominentes de superhéroes incluyen a los Vengadores, los X-Men, los Cuatro Fantásticos, y los Defensores. Todos estos grupos tienen diferentes alineaciones; los Vengadores en particular han incluido muchos de los principales héroes de Marvel como miembros en un momento u otro. Los X-Men son un equipo de mutantes formados por el Profesor X, e incluyen algunos de los personajes más populares de Marvel, como Wolverine. Los Defensores son un equipo ad hoc generalmente reunido por Doctor Strange, el cual ha incluido a Hulk, al Sub-Marinero y al Silver Surfer.

### Origen de poderes sobrehumanos
La mayoría de los sobrehumanos en la Tierra de Marvel deben sus poderes a los Celestiales, entidades cósmicas que visitaron la Tierra hace millones de años y experimentaron en nuestros antepasados prehistóricos (un proceso que también llevaron a cabo en varios otros planetas). Esto dio lugar a la creación de dos razas ocultas, los divinos Eternos y los genéticamente inestables Desviantes, además de darle a algunos humanos un "factor x" en sus genes, el cual a veces es activado de forma natural, dando resultado a individuos a veces con superpoderes, otras veces desfigurados, llamados mutantes. Otros requieren otros factores (como la radiación) para que sus poderes puedan salir. En función del perfil genético, los individuos que sean expuestos a diferentes químicos o a la radiación a menudo sufrirán la muerte o lesiones, mientras que en otros hará que habilidades sobrehumanas se manifiesten. Con la excepción de las habilidades psiónicas, estos poderes son generalmente al azar; rara vez dos personas tienen exactamente el mismo conjunto de poderes. No está claro por qué los Celestiales hicieron esto; aunque se sabe que siguen observando la evolución de la humanidad. Una serie de Marvel titulada Earth X exploró una posible razón para esto: que los sobrehumanos tienen el propósito de proteger un embrión Celestial que crece dentro de la Tierra contra amenazas planetarias y lo han hecho durante millones de años. Un villano de los X-Men llamado Vargas dice ser una nueva dirección en la evolución humana, ya que nació con superpoderes a pesar de que su perfil genético dice que es un ser humano ordinario. La mayoría del público desconoce lo que puede causar los poderes sobrehumanos.
Otros orígenes posibles de poderes sobrehumanos incluyen magia, manipulación genética, implantes biónicos o simplemente nacer siendo dioses (Thor). Algunos héroes y villanos no tienen ningún poder en absoluto, sino que dependen más bien del entrenamiento en combate cuerpo-a-cuerpo o de equipo tecnológico avanzado. En el Universo Marvel, la tecnología es considerablemente más avanzada que en el mundo real; esto se debe a individuos únicos de inteligencia de genio, como Reed Richards (Sr. Fantástico) de los Cuatro Fantásticos y Tony Stark (Iron Man) Sin embargo, la mayoría de los dispositivos realmente avanzados (como poderosas armaduras o rayos mortales) son demasiado caros para el ciudadano común, y están usualmente en manos de organizaciones gubernamentales como S.H.I.E.L.D., o poderosas organizaciones criminales como A.I.M. Una importante empresa que produce estos dispositivos es Industrias Stark, propiedad de Tony Stark (Iron Man), pero hay otras. La tecnología avanzada también ha sido dada a humanos por razas ocultas, extraterrestres, o viajeros del tiempo como Kang el Conquistador, quien es conocido por haber influido en las industrias robótica en el pasado.
En superhumanos, la energía requerida para sus superpoderes puede venir de dentro usando su propio cuerpo como una fuente, o si la demanda de energía excede lo que el cuerpo es capaz de dar, viene de otra fuente. En la mayoría de los casos, esta otra fuente parece ser lo que se llama Campo Psiónico Universal, que son capaces de aprovechar. A veces están conectados a otra fuente, y más raramente son incluso un huésped de ella.

### Universo
En el universo marvel existen numerosas razas e imperios extraterrestres; así como también poderosos seres de poderes espectaculares
Algunas de las razas o planetas más notables son
- Los Skrull, que pueden alterar su aspecto externo a cualquier otro que elijan.
- Los Kree, enemigos mortales de los Skrull. Recientemente los Kree evolucionaron miles de años en un segundo, y ahora se llaman los Ruul
- Los Shi'Ar, una raza algo más pacífica que las otras, evolucionada a partir de las aves.
- Titán, la luna de Saturno (de existencia real) alberga a una oculta población de Eternos. Uno de ellos es el célebre Thanos.
- Zen-La, un planeta de filósofos y pacifistas que se salvó del ataque de Galactus mediante el sacrificio de Norinn Radd que fue transformado en el Silver Surfer

Y algunas poderosas criaturas dignas de mencionar son:
- Galactus, un superviviente del universo anterior al Big Bang, desarrolló poderes impresionantes pero necesita consumir la energía de planetas enteros para poder sobrevivir.
- Eternity, una entidad sensible que representa a todo el multiverso
- El Tribunal Viviente, es una entidad omnipotente que resuelve los conflictos entre las entidades cósmicas. Representa a una entidad que está por encima de todo, e incluso Eternity debe obedecer sus veredictos.
- El Vigilante, dispone de un nivel de poder cercano al de Galactus, pero solo puede utilizarlo para observar y estudiar el universo, sin tomar nunca acción directa en sus acontecimientos. El Vigilante Uatu, instalado en una ciudadela en el área azul de la Luna, es apenas uno de una raza de otros como él, pero por lo general él es el único que aparece como personaje en las historias.
- Los Celestiales, por el contrario, recorren el universo utilizando los planetas y a sus habitantes como objetos de estudio y experimentación. Son los responsables de la transformación de los primates en el Homo sapiens.
- La Fuerza Fénix, es la representación de toda la energía psíquica emanada por todos los seres del Universo. Toma la forma de una inmensa ave de fuego.
- El Todopoderoso (Marvel Comics) (Beyonder), es una entidad cósmica que se formó a partir de una masiva liberación de energía en una batalla entre Los Cuatro Fantásticos y el Hombre Molécula. Actualmente se descubrió que es un Inhumano.

## Otros universos
Además del universo Marvel principal hay más universos con los mismos personajes pero con diferentes características y orígenes, creados por la misma editorial pero sin ninguna relación con el universo Marvel principal. Por ejemplo: Ultimate Marvel, Marvel Zombies, etc.

## Juegos de rol
Cuatro juegos de rol han sido ambientados en el universo Marvel:
- Marvel Super Heroes (TSR, 1984)
- Marvel Super Heroes Adventure Game (TSR, 1998)
- Marvel Universe Roleplaying Game (Marvel Comics, 2003)
- Marvel Heroic Roleplaying (Margaret Weis Productions, 2012)

## Videojuegos
- X-Men: Children of the Atom (1994)
- Marvel Super Heroes (1995)
- X-Men vs. Street Fighter (1996)
- Marvel Super Heroes vs. Street Fighter (1997)
- Marvel Ultimate Alliance
- Marvel Ultimate Alliance 2
- Marvel vs. Capcom
- Marvel vs. Capcom 2
- Marvel vs. Capcom 3 (2010)
- Marvel vs. Capcom Infinite (2017)
- Marvel Heroes
- Marvel Snap